# Британська довгошерста кішка
Брита́нська довгоше́рста (англ. British Longhair), в Європі більш відома як брита́ніка — порода довгошерстих кішок середніх розмірів.

## Історія
Порода була виведена в Британії наприкінці XIX століття. Задля створення нової породи, селекціонери використали британську короткошерсту і перську кішку. Офіційно ця порода вважається просто довгошерстим варіантом британської короткошерстою.
Саме в Британії ця порода не є дуже популярною. Але в європейських країнах вона має гарний попит.

## Характер
Британська довгошерста кішка доволі проста по характеру. Вона весела і грайлива, особливо в дитячому віці. Дуже звикає до своїх господарів. Добре підходить людям, які постійно знаходяться на роботі, оскільки вона доволі лінива, і буде себе гарно відчувати просто лежачи на дивані весь день. Не дуже добре уживається з іншими видами тварин, хоча часто трапляється і протилежне. Не деструктивна, слухняна.

## Зовнішній вигляд
Голова кругла, очі близько посаджені, короткі вушка. Лапи короткі, але сильні. Хвіст товстий. Грудна клітка заглиблена всередину тіла, що дає відчуття, ніби ця порода доволі компактна. Представники цієї породи довгошерсті, середнього розміру тіла.

## Світлини

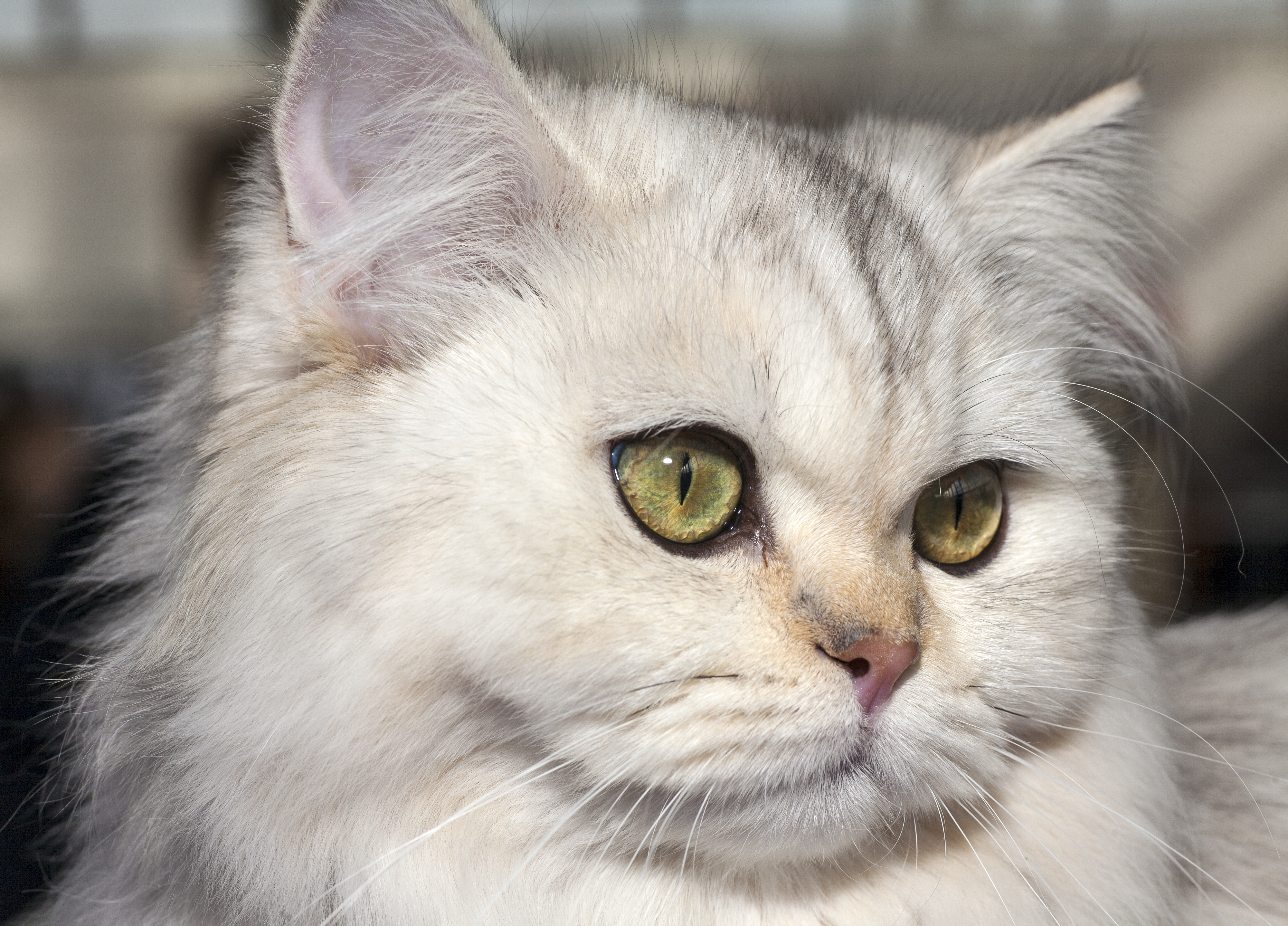
Великий план
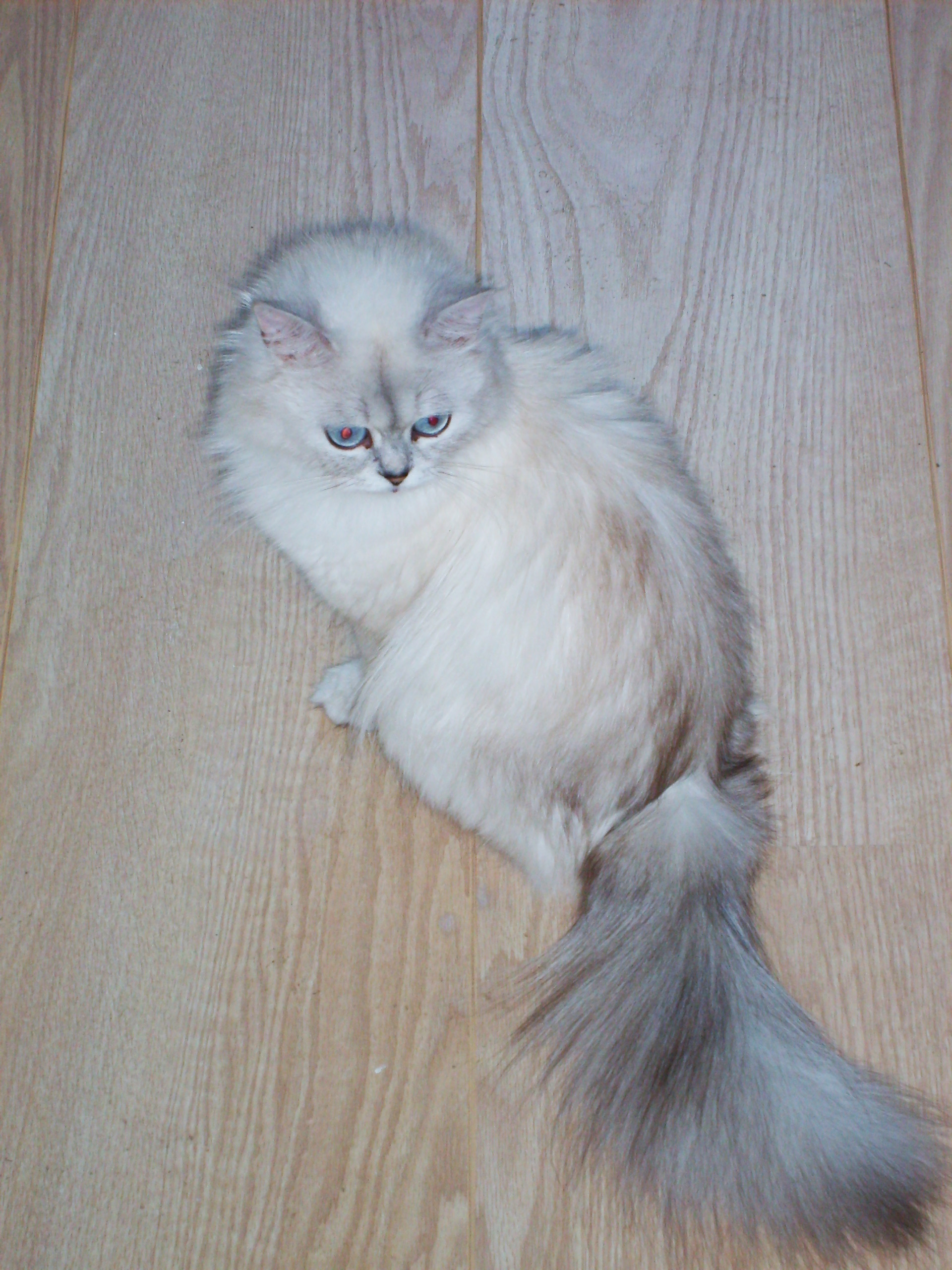
Світло-сріблясте забарвлення
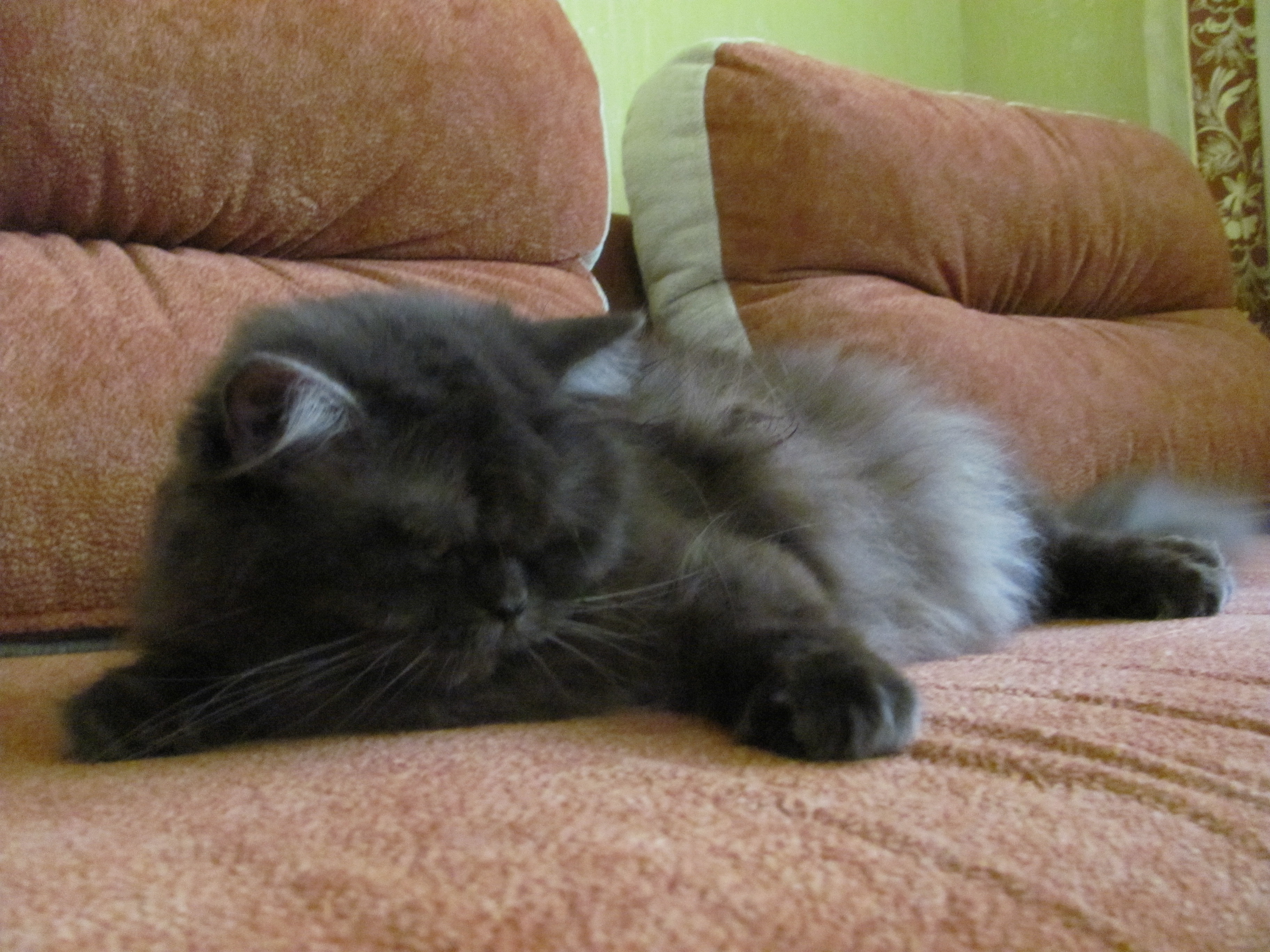
Чорне забарвлення